# Giovanni Battista Vaccarini

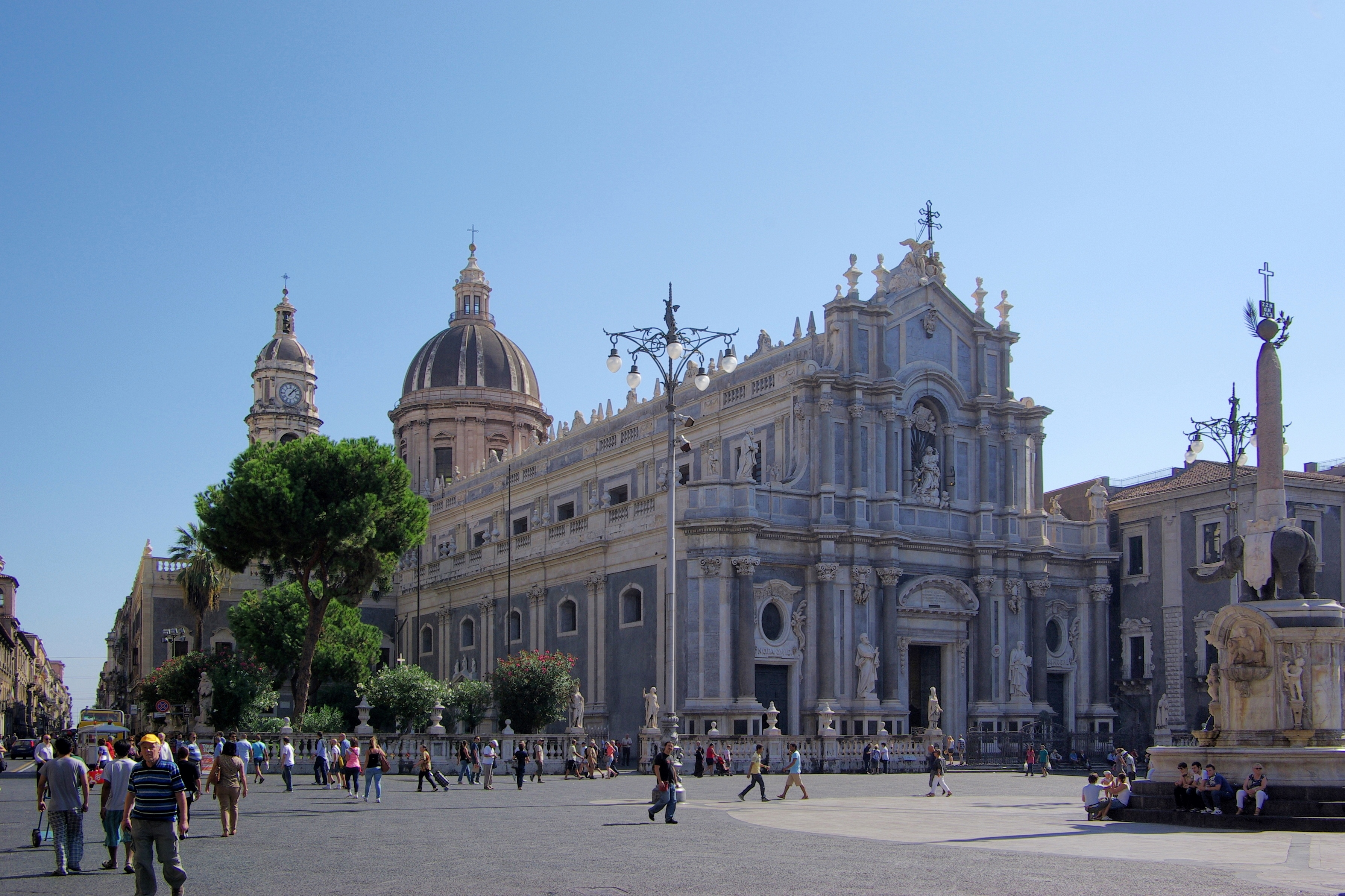
Katedrála Sant'Agata

Giovanni Battista Vaccarini (3. únor 1702 Palermo – 11. března 1768 Milazzo) byl italský architekt.

## Život
Vyučil se v Římě u Carla Fontany. Po návratu na Sicílii roku 1730 pracoval hlavně v Catanii, kde významně přispěl k rekonstrukci staveb poškozených zemětřesením roku 1693.
Roku 1756 Vaccarini krátce pobýval v Neapoli, kde spolupracoval s Vanvitellim.

## Dílo
Catanie:
- fasáda katedrály Sant'Agata
- kostel Badia di Sant'Agata (1735)
- Palazzo di Città di Catania (1735, dokončení průčelí)

- Sloní fontána (1735-37)

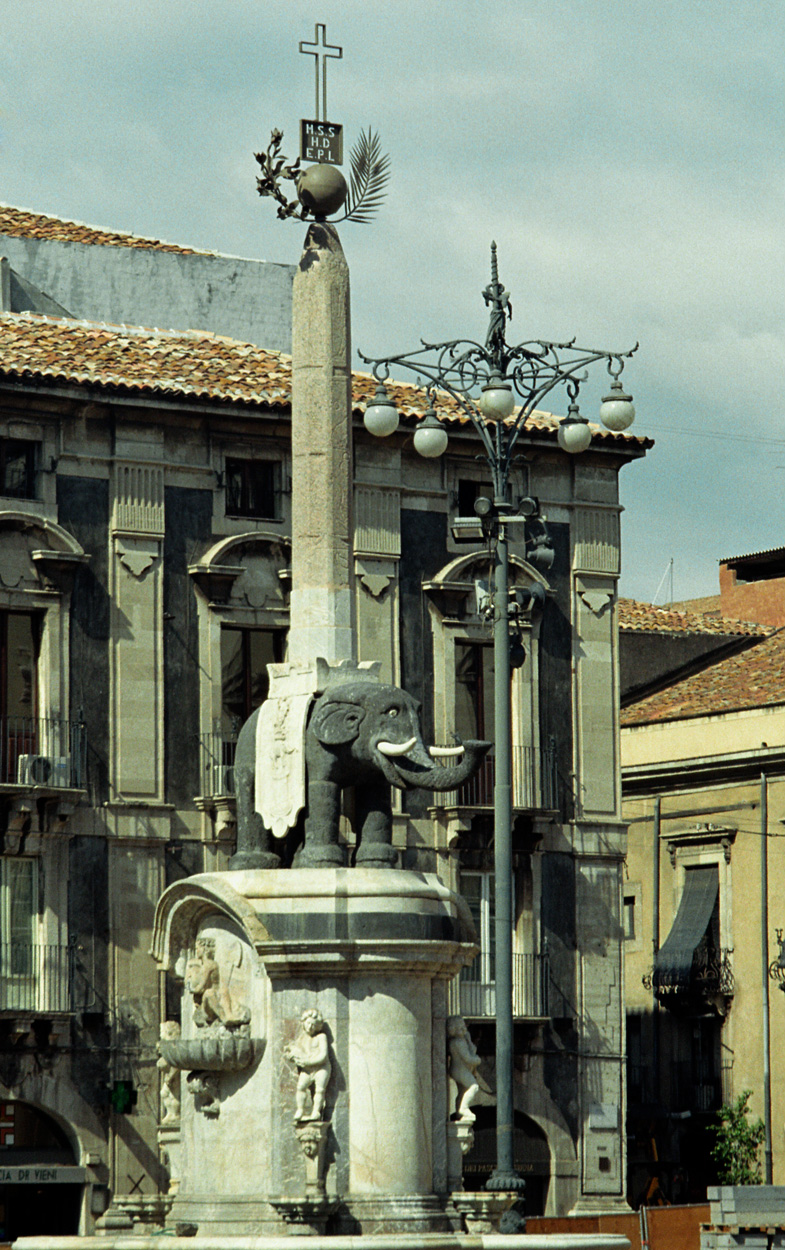
Sloní fontána v Catanii

- kostel San Giuliano (1740-48, dokončeno Giuseppem Palazzottem)
- kostel Ogninella
- San Nicolò l'Arena refektář, muzeum a knihovna
- Palazzo Università (1730)
- Collegio dei Gesuiti (nádvoří) (1747)
- Palazzo del Toscano
- Palác Valle
- centrální strana Paláce Sangiuliano (1747);
- Kolej Cutelli (1761, spolu s Francescem Battagliem)

Palermo:
- plán rekonstrukce katedrály v Palermu (1752)
- spolupráce na rekonstrukci Casa Grande del principe Alliata di Villafranca (1751-58).